# Alt Bennebek
Alt Bennebek est une municipalité allemande située dans le land du Schleswig-Holstein et dans l'arrondissement de Schleswig-Flensbourg. En 2015, sa population est de 330 habitants.